# 小行星47294
小行星47294（47294 Blanský les）是一颗绕太阳运转的小行星，为主小行星带小行星。该小行星于1999年11月28日发现。
該小行星以捷克波西米亞南部的布蘭斯基森林（Blanský les）命名。

## 轨道参数
小行星47294的轨道半长轴为2.2991078 UA，离心率为0.127。